# Ekombe Liongo
Pour les articles homonymes, voir Ekombe.
Ekombe Liongo est une localité du Cameroun, située dans l'arrondissement de Bamusso, le département du Ndian et la Région du Sud-Ouest.

## Population
On y a dénombré 335 personnes en 1953, 281 en 1968-1969 et 609 en 1972, principalement des Ekombe, du groupe Oroko.
Lors du recensement national de 2005, Ekombe Liongo comptait 494 habitants.
Une étude de terrain de 2011 y a dénombré 1 302 personnes.